# Cosmopolitan Soccer League
La Cosmopolitan Soccer League es una liga de fútbol regional de carácter semiprofesional que se juega en los Estados Unidos con equipos de la Ciudad de Nueva York.

## Historia
La liga fue creada en el año 1923 y es una de las ligas de fútbol más viejas que existen en Estados Unidos, con lo que ha cooperado con la promoción y desarrollo del fútbol en el país y funcionaba como la primera división de Estados Unidos hasta la creación de la Major League Soccer.
Actualmente la liga se divide en cuatro grupos divisionales, en las primeras dos se requiere que los equipos tengan a fuerza un equipo reserva, un requerimiento que algunas ligas quitaron y cuenta con categorías de jugadores de más de 30 años y de más de 36 años. La liga está afiliada a la USASA y actualmente es liga de cuarta división dentro del fútbol no profesional, y séptima en total.
El calendario de la liga es tradicional, iniciando en septiembre y terminando a mediados de mayo a diferencia de la MLS. En los meses de invierno, los partidos se juegan en estadios techados debido a las bajas temperaturas en Nueva York.

## Equipos 2015/16

### Division 1
- Doxa FC
- Central Park Rangers Whites[1]
- FC Everton Westchester Eagles
- Greek American AA
- Lansdowne Bhoys
- Manhattan Celtic[2]
- New York Athletic Club
- NYC Rovers[3]
- NY Pancyprian-Freedoms
- Polonia SC
- Shamrock SC
- United FC

### Division 2
- Beyond FC[4]
- Bronx Supreme FC
- Central Park Rangers Reds[5]
- CD Iberia
- FC Japan
- Hoboken FC 1912
- Manhattan Kickers[6]
- NYPD Brishna FC
- NY Ittihad
- NY Ukrainian SC
- Sporting Westchester
- Stal Mielec NY
- Zum Schneider FC 03

### Metro Division 1
- FC Gwardia PLNY
- FC Spring Valley
- Gotham Argo
- Korabi SC
- Landsdowne Bhoys Metro
- Mr. Dennehey's FC
- Mola SC
- NY Croatia SC
- NYFC Iliria
- Ridgewood Romac SC

### Metro Division 2
- AO Brooklyn
- Auburndale-Flushing FC
- BW Gottschee
- Barnstonworth Rovers Metro
- Beyond FC Metro
- Brooklyn Bound SC
- FC Partizani NY
- Gotham City FC
- Homenetmen of NY
- Metro City Fury Athletic FC
- Missle FC
- NY Finest FC
- NY Galicia
- NYC Afghanistan FC
- NYC Metro Stars
- New York United FC
- S.C. Eintracht
- Shamrock SC 1960
- Williamsburg International F.C.

### Over 30 Division
- BW Gottschee Over-30
- Barnstonworth Rovers Old Boys
- Brooklyn Gunners
- Central Park Rangers Grays[7]
- Central Park Rangers Old Boyz[8]
- FC Everton Westchester Eagles Over-30
- Guyana Veterans
- Hoboken FC 1912 Over-30
- Manhattan Celtic Bhoys
- Manhattan Celtic Legends
- Manhattan Kickers Over-30
- Manhattan Kickers Premier
- Megas Alexandros
- NY Greek Americans Over-30
- Nieuw Amsterdam
- Shamrock SC Over-30

### Over 36 Division
- Barnstonworth Rovers Veterans
- Banatul SC
- Central Park Rangers Legends[9]
- Cozmoz FC
- Doxa FC Legends
- Hoboken FC 1912 Legends
- Manhattan Celtic Masters
- SC Eintracht Over-36
- SC Gjoa
- Shamrock SC Legends

### Equipos Inactivos
- Elizabeth S.C.
- Union County SC

## Ediciones anteriores
- 1927–1928 DFC Newark
- 1928–1929 DFC Newark
- 1929–1930 German-Hungarian SC
- 1930–1931 1st SC Vienna
- 1931–1932 DFC Newark
- 1932–1933 German-Hungarian SC
- 1933–1934 German-Hungarian SC
- 1934–1935 DSC Brooklyn
- 1935–1936 DSC Brooklyn
- 1936–1937 DFC Newark
- 1937–1938 Elizabeth S.C.
- 1938–1939 DSC Brooklyn
- 1939–1940 German-Hungarian SC
- 1940–1941 German-Hungarian SC
- 1941–1942 German-American AC
- 1942–1943 SC Eintracht
- 1943–1944 SC Eintracht
- 1944–1945 SC Eintracht
- 1945–1946 SC Eintracht
- 1946–1947 Elizabeth S.C.
- 1947–1948 Elizabeth S.C.
- 1948–1949 Elizabeth S.C.
- 1949–1950 SC Eintracht
- 1950–1951 German-Hungarian SC
- 1951–1952 German-Hungarian SC
- 1952–1953 Elizabeth S.C.
- 1953–1954 German-Hungarian SC
- 1954–1955 German-Hungarian SC
- 1955–1956 German-Hungarian SC
- 1956–1957 NY Hungaria
- 1957–1958 German-Hungarian SC
- 1958–1959 NY Hungaria
- 1959–1960 NY Hungaria
- 1960–1961 NY Hungaria
- 1961–1962 NY Hungaria
- 1962–1963 Blau-Weiss Gottschee SC
- 1963–1964 Greek American AC
- 1964–1965 Blue Star SC
- 1965–1966 NY Ukrainian SC[10]
- 1966–1967 NY Ukrainian SC[10]
- 1967–1968 Greek American AC
- 1968–1969 Greek American AC
- 1969–1970 Greek American AC
- 1970–1971 Elizabeth S.C. & NY Hota SC
- 1971–1972 Inter-Guiliana SC
- 1972–1973 Elizabeth S.C.
- 1973–1974 Inter-Guiliana SC
- 1974–1975 Hudson Dalmatians
- 1975–1976 Inter-Guiliana SC
- 1976–1977 Brooklyn Italians
- 1977–1978 Brooklyn Italians
- 1978–1979 New York Pancyprian-Freedoms
- 1979–1980 New York Pancyprian-Freedoms
- 1980–1981 Brooklyn Italians
- 1981–1982 New York Pancyprian-Freedoms
- 1982–1983 Vasco Da Gama SC
- 1983–1984 Brooklyn Italians
- 1984–1985 Hoboken FC 1912
- 1985–1986 NY Croatia SC
- 1986–1987 NY Hota/Bavarian SC
- 1987–1988 NY Hota/Bavarian SC
- 1988–1989 NY Croatia SC
- 1989–1990 NY Albanians
- 1990–1991 Blau-Weiss Gottschee SC
- 1991–1992 Sportfriends SC
- 1992–1993 NY Hungaria
- 1993–1994 Clarkstown SC
- 1994–1995 NY Athletic Club
- 1995–1996 NY Athletic Club
- 1996–1997 NY Athletic Club
- 1997–1998 NY Croatia SC
- 1998–1999 NY Athletic Club
- 1999–2000 NY Athletic Club
- 2000–2001 NY Athletic Club
- 2001–2002 NY Albanians
- 2002–2003 New York Pancyprian-Freedoms
- 2003–2004 New York Pancyprian-Freedoms
- 2004–2005 Greek American AA
- 2005–2006 Brooklyn Italians
- 2006–2007 Brooklyn Italians
- 2007–2008 Greek American AA
- 2008–2009 Greek American AA
- 2009–2010 New York Pancyprian-Freedoms
- 2010–2011 New York Pancyprian-Freedoms
- 2011–2012 Greek American AA
- 2012–2013 NY Athletic Club
- 2013–2014 Lansdowne Bhoys
- 2014–2015 Lansdowne Bhoys